# Abonnement à des livres numériques

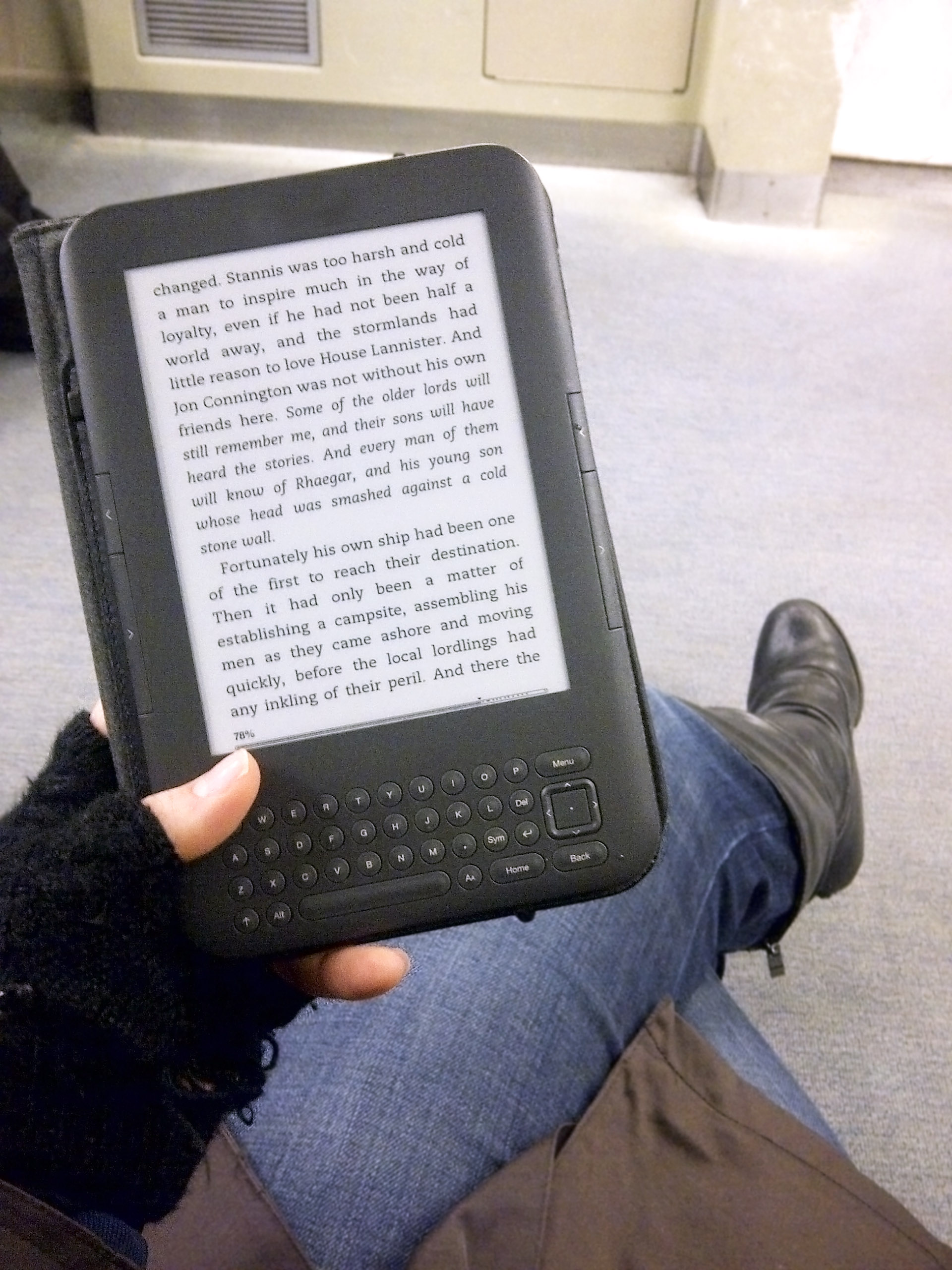
Lecteur d'un livre électronique

 (décembre 2024).
L'abonnement à des livres numériques fournit un accès illimité à un catalogue de livres numériques (abonnement mensuel, trimestriel, semestriel ou annuel). Il reprend le principe de l'offre de Deezer ou de Netflix, mais pour le livre.
Le secteur du livre est rattrapé par la numérisation de la culture, de manière beaucoup plus tardive que d’autres secteurs comme la musique ou la vidéo (télévision et cinéma). Cependant, depuis 2007 et le lancement de la liseuse Amazon Kindle, le livre numérique (ou ebook) a pris de plus en plus de place.
Une nouvelle offre pour profiter de la lecture numérique est apparue au cours de la décennie 2000, mais c’est véritablement en 2011 que l’abonnement s’ouvre au grand public avec le site espagnol 24Symbols.

## Présentation de l’abonnement
Dans la plupart des offres en France, il faut souscrire pour environ 10 euros pour accéder aujourd’hui à environ 20 000 ou 30 000 livres numériques en français.
Pour l’instant, le catalogue proposé en abonnement numérique n’est pas large, car les sociétés qui proposent ces offres sont obligées de se conformer à ce que proposent les éditeurs. En effet, de nombreux poids lourds du secteur de l’édition sont plutôt réticents à passer vers le modèle de la souscription à accès en illimité à un nombre donné de livres.
L’abonnement a été lancé au grand public par 24Symbols en Espagne, d’autres sociétés sont ensuite entrées dans ce marché avec Oyster aux États-Unis ou encore YouScribe et YouBoox en France,,,,.

## Réglementation en France
Le lancement de Kindle Unlimited en France en décembre 2014 a fait découvrir l’abonnement numérique à des livres au grand public. Il a fait aussi réagir les différents acteurs de l’édition, certains éditeurs, comme Hachette, se disant résolument hostiles à cette offre. La Société des gens de lettres (SGDL) a aussi publié un article le 22 décembre 2014 pour mettre en avant son hostilité par rapport à l’abonnement à des livres électroniques,.
La ministre de la Culture, Fleur Pellerin, rejoint ce point de vue, car elle considère qu’un abonnement pour un ensemble de livres ne respecte pas la loi unique sur le prix du livre de 2011. Elle a donc fait appel au Médiateur du livre qui a rendu son rapport le 18 février 2015.
Dans son rapport, appelé rapport Engel, le Médiateur du livre dit que si la loi sur le prix unique de livre n’est pas incompatible avec l’offre d’abonnement, les offres actuellement proposées par les différents acteurs présents en France ne sont pas en accord avec la loi. En effet, il est nécessaire selon le droit français que ce soient les éditeurs qui fixent le prix de leurs offres.
À partir de la remise du rapport le 18 février 2015, les différents acteurs concernés, dont Kindle Unlimited, Youboox et YouScribe ont trois mois pour mettre leur offre en conformité avec la loi. La médiatrice du livre va essayer de mettre en place des conciliations entre les éditeurs et les start-ups françaises. S’il ne respecte pas cette recommandation du Médiateur du Livre, cette dernière ou les éditeurs de livres pourraient entamer des procédures de justice pour faire respecter la loi,.
Cependant, bien que l'abonnement illimité ait été jugé illégal en France, il reste sujet à interprétation selon le droit européen.